# میرزا حسین‌خان معتصم سنگ
میرزا حسین‌خان معتصم سنگ   از سیاستمداران ایرانی بود، که در دوره‌های هشتم
، نهم
، دهم
، یازدهم، 
 دوازدهم و  سیزدهم  بعنوان نماینده ساری و تنکابن در مجلس شورای ملی حضور داشت.